# Flavio Machicado Viscarra
Flavio Machicado Viscarra (La Paz, 4 de noviembre de 1898 – La Paz, 19 de agosto de 1986) fue un amante y divulgador de la música clásica, boliviano, creador de “Las Flaviadas”, sesiones de apreciación musical celebradas desde 1916 y actualmente realizadas en el tradicional barrio de Sopocachi .

## Biografía

### Formación
Flavio Machicado Viscarra nació en la ciudad de La Paz en 1898, hijo de Jorge Machicado Silva y Rosa Viscarra Fabre, su hermana menor fue Helena Machicado.

Radicó de niño en Perú y Chile  en el periodo comprendido entre 1908 y 1914,  donde asistió al ‘San Luis English College’ y luego viajó a EE. UU. para estudiar finanzas en la Universidad de Harvard (Boston), hasta 1918. También asistió al Colegio Militar de Riverview Academy.
" En la Universidad seguía cultivando mi gusto por la música clásica (...) a mi me gustaba la música para escucharla, no para interpretarla" 
Es interesante conocer el proceso de educación e influencias que recibe Flavio a su llegada en los Estados Unidos (1915). Su primera experiencia, se une directamente a los efectos de la Primera Guerra Mundial , el surgimiento de nuevas ideas, la influencia de la revolución bolchevique  y el proceso de Sacco y Vanzetti. Se mencionan en varias biografías que Flavio se caracterizó por ser coherente con los que él consideraba ideales revolucionarios: frugal en el comer y en el vestir, austero en los placeres, gozaba intensamente de las pequeñas cosas. La corbata pajarillo o rozón, fue la característica de su vestimenta para mostrar su ideología anarquista.

### Retorno a Bolivia
En 1922 volvió  a Bolivia con el propósito de administrar la cantera de piedra Comanche, propiedad de sus padres, una de las canteras más grandes del mundo que proveía materia prima para la construcción y pavimentación de la ciudad. De esta manera se unió al proyecto de la Junta de Pavimentación de la ciudad de La Paz. La intención de Machicado de implementar una empresa de carácter social con beneficio para los pobladores de Comanche, no pudo concretarse convirtiéndose en la mayor frustración de su vida.
El periodo que pasó en el pueblo de Comanche marcó su relación el lugar reflejándose en varias acciones de carácter social emprendidas.
La admiración que le produjo la puya raimondi, planta que conoció en Comanche, lo impulsó a promover la declaratoria del área de Comanche y sitios adyacentes como santuario natural, el cerro de Comanche ya había sido protegido en 1963 bajo de denominación de parque nacional Comanche, pero el decreto 21749 de 1987, un año después del fallecimiento de Machicado,  dictado durante el gobierno de Víctor Paz Estenssoro amplió su extensión y lo elevó a la categoría de Santuario de Vida Silvestre, con el nombre de Flavio Machicado Viscarra, el cual conserva hasta ahora.
En 1931 se casa con Cristina Saravia Noriega quién fue su compañera leal de vida. Flavio y Cristina tuvieron 5 hijos: Rosa, Jorge, Carlos, Flavio y Eduardo.

### Las Flaviadas
Fue especialmente reconocido por su pasión personal por la música, plasmada en la creación de la tradición paceña de “Las Flaviadas”, sesiones sabatinas gratuitas de apreciación de música clásica iniciadas en 1916 y que se realizan hasta el día de hoy. Las sesiones, que se iniciaron en su vivienda como reuniones de amigos se transformaron  en refugio de visitantes, melómanos y curiosos.
Las Flaviadas se convirtieron rápidamente en un espacio cultural, en una época y lugar en donde los medios de comunicación se encontraban muy limitados y eran raros los poseedores de fonógrafos. Flavio abría su casa para quienes quisieran sumarse a las sesiones, y era común que las personas se acomodasen aún en las escaleras para ser parte del evento, muchos personajes de la vida pública paceña fueron asistentes asiduos de estas sesiones a través de los años, Machicado preparaba un programa para cada sesión que solía extenderse hasta muy entrada la noche y su esposa solía compartir galletas y té entre los invitados.
Machicado realizó estas sesiones durante décadas, hasta que se convirtieron en un evento tradicional del barrio y la ciudad.
Flavio Machicado Viscarra murió en 1986, faltando dos meses para cumplir los ochenta y ocho años de vida, muy poco después de haber sido condecorado con la orden del Cóndor de los Andes en grado de Comendador y haber sido declarado Hijo Predilecto de la Ciudad de La Paz.

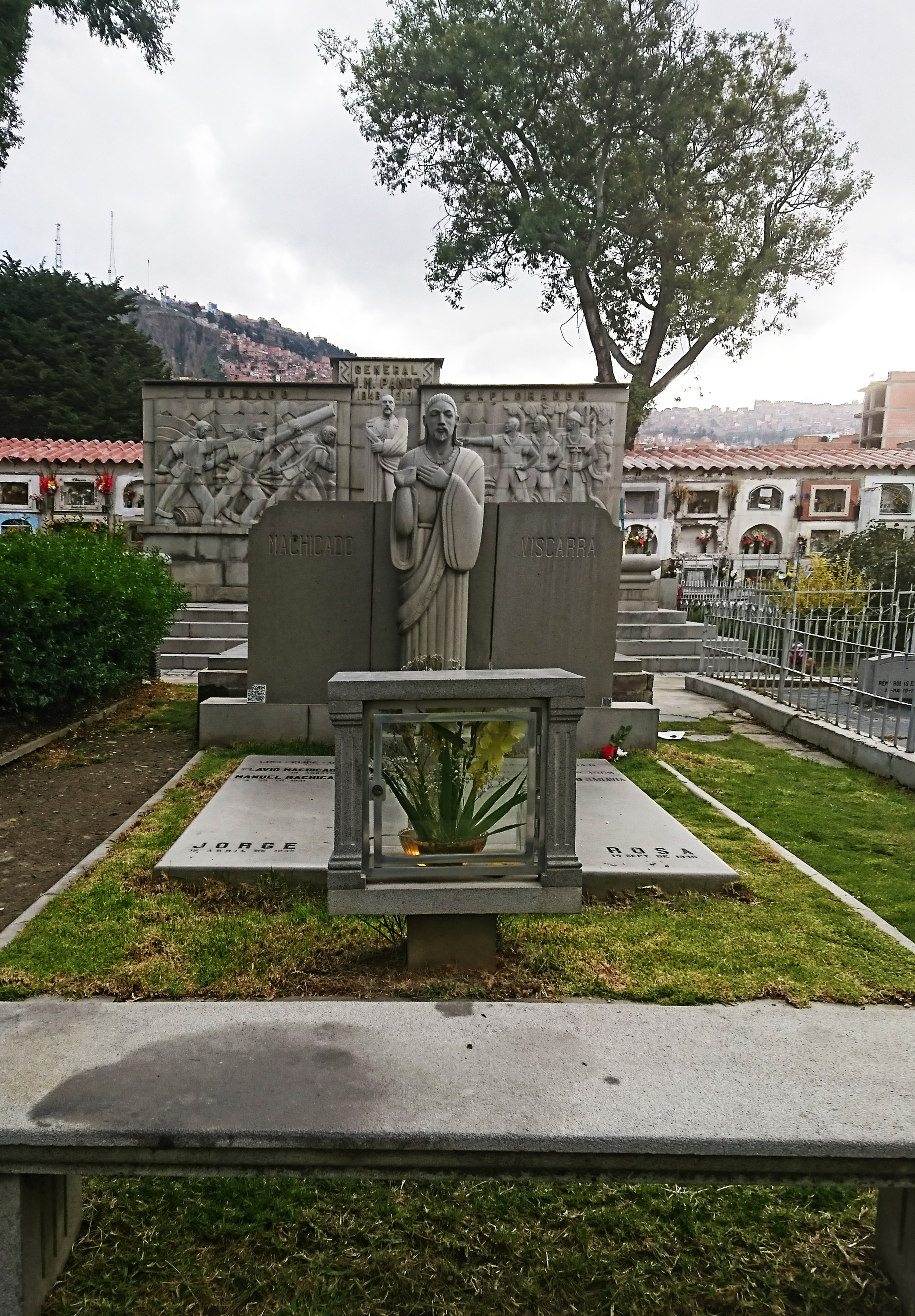
Mausoleo Familiar Machicado Viscarra, donde yace Flavio Machicado junto a sus padres Rosa y Jorge, en el Cementerio General de La Paz

## Premios y reconocimientos
- Orden del Cóndor de los Andes en grado de Comendador (1986)[12]
- Hijo Predilecto de la Ciudad de La Paz (1986)